# Старые раны
«Старые раны» (англ. Old Wounds) — шестой эпизод третьего сезона американского мультсериала «Легенда о Корре».

## Сюжет
Суинь решает учить Корру магии металла, а Варик испытывает свой новый магнитный костюм. Айвей предлагает Лин Бейфонг сходить на сеанс иглоукалывания, чтобы привести себя в норму. Захир и банда собираются покинуть Республиканский город, чтобы искать Аватара, и берут в заложники водителя грузовика. Лин делают акупунктуру, и она вспоминает, как в юности Су общалась с двумя парнями-хулиганами. Та тем временем тренирует Корру, и за ними подглядывает Болин, стесняющийся попросить обучения. Его замечают, и он решает просто наблюдать за занятиями. На сеансе Лин вспоминает день, когда во время патруля получила сообщение о преступлении и поехала задерживать грабителей. После погони она остановила их машину и, поймав воров, увидела, что шофёром была Су. От боли воспоминаний она уходит с сеанса, но затем ей становится хуже, и она возвращается. В следующем флешбэке Лин всё-таки арестовывает сестру, но та обрубает её металлический трос, который оставляет шрам на лице старшей Бейфонг. Водитель грузовика провозит банду Захира через границу, но ведёт себя неуверенно, и его решают досмотреть. Он убегает, а Минь-Хуа садится за руль и увозит товарищей из города, отрываясь от полиции.
Болин решает практиковать магию металла, но у него не получается, и к нему подходит Опал. Она говорит, что не нужно бояться попросить её маму об обучении, а он отвечает, что девушке не стоит бояться уехать в храм. Однако Опал не хочет расстраивать родителей. Лин вспоминает, как на семейном разговоре в полиции Тоф сказала Су уезжать из города и порвала протокол о её соучастии в ограблении. Она заканчивает сеанс иглоукалывания и идёт поговорить с сестрой. Та учит Корру магии металла, и к ним присоединяется посмелевший Болин. Приходит Лин и ругается с сестрой. Последняя в ходе ссоры говорит, что понимает, почему Тензин расстался с Лин, и та нападает. Они сражаются, но их бой прекращает Опал, и тогда Лин от перенапряжения теряет сознание. Через 16 часов команда Аватара навещает её — ей уже лучше. Она просит прощения у Опал и говорит ей не бояться обидеть родителей, улетев в храм воздуха. Девочка идёт к папе и маме и сообщает, что полетит к Тензину. Су приходит к Лин, и сёстры мирятся. Банда Захира сидит в своём лагере, и главарь узнаёт местоположение Корры через медитацию.

## Отзывы

Динамика оценок IGN к эпизодам 3 сезона мультсериала

Макс Николсон из IGN поставил эпизоду оценку 9 из 10 и написал, что «„Старые раны“ из Книги Третьей были возвращением Лин, которая противостояла своему прошлому как внутренне (через потрясающие воспоминания), так и внешне». Оливер Сава из The A.V. Club дал серии оценку «A-» и написал, что «у Пи Джея Бирна и Элисон Стоунер, озвучивающих Болина и Опал соответственно, прекрасная химия». Майкл Маммано из Den of Geek вручил эпизоду 4,5 звёзд из 5 и заинтересовался, «какие ещё духовные силы» есть у Захира, когда тот узнал местоположение Корры.
Главный редактор The Filtered Lens, Мэтт Доэрти, поставил серии оценку «C+» и написал, что «„Старые раны“ были довольно разочаровывающим эпизодом „Легенды о Корре“», ибо «динамика Лин и Суинь работает действительно хорошо, но, получая слишком много информации, мы лишаемся части аутентичности, которую демонстрируют Тензин, Кая и Буми». Мордикай Кнод из Tor.com отметил, что «магнитный костюм Варика был прекрасен». Мэтт Пэтчес из ScreenCrush посчитал, что «„Старым ранам“ не хватает ритма, который сделал бы их идеальными».
Эпизод собрал 1,28 миллиона зрителей у телеэкранов США.